# Opwekking Magazine
Opwekking Magazine is een Nederlands christelijk tijdschrift met geloofsopbouwende artikelen, Bijbelstudies, interviews en christelijke getuigenissen. Het wordt uitgegeven door Stichting Opwekkingslectuur in samenwerking met de Verenigde Pinkster- en Evangeliegemeenten.
Het blad verschijnt elf keer per jaar en staat onder hoofdredactie Ruben Flach. In februari 2018 nam Peter de Bruijne na 27 jaar afscheid als eindredacteur en werd opgevolgd door Carina Bergman en Joyce de Jongh.